# Steven Bradbury
Steven John Bradbury (* 14. října 1973 v Camden, Sydney) je bývalý australský shorttrackař. Do povědomí široké sportovní veřejnosti se zapsal především nečekaným vítězstvím na Zimních olympijských hrách 2002 na kilometrové trati a hlavně způsobem, jakým ho dosáhl.

## Závodní kariéra
V devadesátých letech byl členem úspěšných australských štafet na vrcholných světových podnicích. Především byl u zisku bronzové medaile štafety na olympiádě 1994 v Lillehammeru a také má kompletní medailovou sbírku z mistrovství světa na krátké dráze (zlato 1991, stříbro 1994, bronz 1993), vždy ze štafetového závodu. Nebyl tedy zcela neznámým závodníkem, nepatřil však k favoritům v individuálních závodech. Na Hrách v roce 1998 například vypadl v závodech na 500 i 1000 metrů po kolizích s jinými závodníky a obsadil 19., resp. 21. místo.
V září 2000 utrpěl při závodě vážné zranění, když se snažil vyhnout soupeři, který před ním upadl, a sám narazil hlavou do bariéry kolem trati. Utrpěl zlomeninu 4. a 5. krčního obratle. Lékaři mu tehdy řekli, že nebude schopen vrátit se na led. Bradbury však toužil odčinit neúspěch z individuálních závodů na předchozích olympiádách a dokázal se připravit na další hry v roce 2002 v Salt Lake City. Tam v závodě na jeden kilometr dostal hned v rozjížďce silné soupeře – domácího favorita Apolo Ohna a světového šampiona Kanaďana Marca Gagnona. Skončil za nimi třetí, přičemž postupovali jen první dva. Kanaďan však byl dodatečně diskvalifikován, a tak se Bradbury posunul na druhou postupovou příčku. Od semifinále, kde rovněž nebyl favoritem, zvolil vyčkávací strategii a držel se s odstupem na posledním místě. Avšak tři ze čtyř jeho soupeřů po vzájemné kolizi upadli, a tak skončil opět na druhém, postupovém místě. Stejnou taktiku použil i ve finále. Tam dokonce v poslední zatáčce upadli všichni čtyři jeho soupeři a on se pohodlně doklouzal k vítězství. Byla to první zlatá olympijská medaile ze zimních her nejen pro Austrálii, ale pro sportovce z jižní polokoule vůbec.
Po těchto hrách ukončil aktivní kariéru.

## Zranění
Ve své kariéře utrpěl několik závažných zranění. Kromě zmíněné zlomeniny krčních obratlů byla nejzávažnějším z nich řezná rána pravého stehna, při které ztratil více než polovinu své krve a která si vyžádala 111 stehů. Utrpěl ji v roce 1994 během závodu Světového poháru.

## Australian Survivor
V roce 2019 se zúčastnil šesté řady australské verze reality show Survivor. Byl zařazen do kmene Šampionů, spolu s dalšími osobnostmi nejen ze světa sportu. Bradbury založil alianci sportovců, avšak právě jeho vůdcovské chování zapříčinilo, že ho někteří blízcí spojenci podrazili. Ve hře strávil 12 dní a umístil se na 20. místě.

## Ocenění
Australská pošta vydala čtyři dny po jeho triumfu 45centovou známku s jeho portrétem, navazující na sérii známek oslavujících australské olympijské vítěze z domácích letních her 2000 v Sydney.
V roce 2007 byl oceněn australským řádem Order of Australia a ve stejném roce uveden do Síně slávy australského sportu.